# Jogos Paralímpicos de Inverno de 1992
Os Jogos Paraolímpicos de Inverno de 1992 foram as primeiras Paraolimpíadas de Inverno a serem realizadas na mesma sede dos Jogos Olímpicos de Inverno. Foram realizadas em Tignes e em Albertville,na França. Pela 1º vez, eventos de demonstração no ski Alpino e Nórdico para atletas com deficiências intelectuais e o Biatlo para atletas com deficiências visuais foram realizados. A mascote oficial foi o Alpy, desenhado por Vincent Thiebaut, representado no cume do Grande Motte montain em Tignes. O Alpy mostrava um mono-ski para demonstrar o seu "atleticismo" e as cores branca, verde e azul foram usadas para representar a pureza (neve), a esperança (natureza) e a disciplina (o lago).

## Desportos
Os jogos consistiram em 79 eventos em 3 disciplinas de 2 desportos:
- Esqui Alpino
- Esqui Nórdico
  - Biatlo
  - Esqui Cross Country

## Quadro de medalhas
| Ordem | País            | Medalha de ouro | Medalha de prata | Medalha de bronze |    |
| ----- | --------------- | --------------- | ---------------- | ----------------- | -- |
| 1     | (em alemão)     | 19              | 16               | 9                 | 44 |
| 2     | Alemanha        | 12              | 17               | 9                 | 38 |
| 3     | Time Unificado  | 10              | 8                | 3                 | 21 |
| 4     | Áustria         | 8               | 3                | 9                 | 20 |
| 5     | Finlândia       | 7               | 3                | 4                 | 14 |
| 6     | França          | 6               | 4                | 9                 | 19 |
| 7     | Noruega         | 5               | 5                | 4                 | 14 |
| 8     | Suíça           | 3               | 8                | 4                 | 15 |
| 9     | Canadá          | 2               | 4                | 6                 | 12 |
| 10    | Polónia         | 2               | 0                | 3                 | 5  |
| 11    | Nova Zelândia   | 2               | 0                | 0                 | 2  |
| 12    | Austrália       | 1               | 1                | 2                 | 4  |
| 12    | Suécia          | 1               | 1                | 2                 | 4  |
| 14    | Tchecoslováquia | 0               | 4                | 2                 | 6  |
| 15    | Reino Unido     | 0               | 1                | 4                 | 5  |
| 16    | Itália          | 0               | 1                | 3                 | 4  |
| 16    | Espanha         | 0               | 1                | 3                 | 4  |
| 18    | Dinamarca       | 0               | 1                | 0                 | 1  |
| 19    | Japão           | 0               | 0                | 2                 | 2  |

## Países participantes
Um total de 24 países participaram nestes Jogos:
| - GER Alemanha - AUS Austrália - AUT Áustria - BEL Bélgica - CAN Canadá - TCH Checoslováquia - KOR Coreia do Sul - DEN Dinamarca - ESP Espanha - EST Estônia - USA Estados Unidos - FIN Finlândia | - FRA França - GBR Grã-Bretanha - ITA Itália - JPN Japão - LIE Liechtenstein - NOR Noruega - NZL Nova Zelândia - NED Países Baixos - POL Polônia - SWE Suécia - SUI Suíça - Time Unificado |